# Pseudonupserha wittei
Pseudonupserha wittei là một loài bọ cánh cứng trong họ Cerambycidae.